# 花泉バイパス
花泉バイパス（はないずみバイパス）は、岩手県一関市を通る国道342号のバイパス道路である（ただし部分開通）。

## 概要
一関市花泉地区の国道342号は民家や商店が密集していて道幅が狭く、また涌津地区には直角コーナーがある。花泉バイパスはそれらを解消する目的で延長4.86km、車道幅6.5m、片側1車線のバイパスを現道の東側に整備するものである。起点部の700m（金沢工区）と終点部の340m（涌津工区）は現道拡幅区間、それらを繋ぐ3,820m（老松工区）がバイパス新設区間となり、全体事業費は約34億円。当初の事業計画期間は2002年度から2015年度の見通しとなっている。
バイパス新設区間の老松工区のうち北側部分（L=1,870m）が2011年11月29日に部分開通し、続けて2014年8月30日に同工区の南側部分（L=1,850m）と涌津工区の拡幅工事が完成・供用となった。岩手県では残りの金沢工区拡幅を2017年度までに完了させる予定である。

### 路線データ
- 起点：一関市花泉町金沢字郷の目（岩手県道48号弥栄金成線交点）
- 終点：一関市花泉町涌津字悪法師
- 延長：L=4.9km
- 道路幅員：W=12.5m
- 車線幅員：W=3.25m

## 地理

### 交差する道路
- 岩手県道21号花泉藤沢線（一関市花泉町老松）